# Âm thanh khiêu dâm
Âm thanh khiêu dâm là một thể loại khiêu dâm chỉ sử dụng âm thanh. Thể loại này cung cấp một bầu không khí gợi dục thông qua cuộc đối thoại khiêu dâm. Thể loại này bắt đầu trở nên phổ biến rộng rãi vào năm 2019 và người sáng tạo cũng như người tiêu thụ chính của nội dung này là nữ giới.
Thể loại này hầu như chỉ nổi tiếng tại Internet phương tây hơn là Internet tại Nga.

## Lịch sử
Lần đầu tiên, định dạng âm thanh của nội dung người lớn xuất hiện là trên diễn đàn Reddit trong hai chủ đề.
Vào đầu năm 2019, em gái của nhà sáng lập Snapchat, Caroline Spiegel, đã ra mắt thị trường theo chủ đề Quinn, nơi người ta có thể tìm thấy các nội dung âm thanh khiêu dâm cho mọi sở thích một cách miễn phí.